# Loxoblemmus consanguineus
Loxoblemmus consanguineus är en insektsart som först beskrevs av Lucien Chopard 1961.  Loxoblemmus consanguineus ingår i släktet Loxoblemmus och familjen syrsor. Inga underarter finns listade i Catalogue of Life.